# فرانك ويست
فرانك ويست (بالإنجليزية: Frank West)‏ هو لاعب كرة قاعدة أمريكي، ولد في 21 يناير 1873 في جونستاون في الولايات المتحدة، وتوفي في 6 سبتمبر 1932 في Wilmerding, Pennsylvania ‏ في الولايات المتحدة.

## وصلات خارجية
- فرانك ويست على موقعبيزبول رفرنس.كوم (الدوري الرئيسي) (الإنجليزية)
- فرانك ويست على موقعبيزبول رفرنس.كوم (الدوري الثانوي) (الإنجليزية)